# Empire (serie de televisión)
Empire es una serie de televisión dramática estadounidense creada por Lee Daniels y Danny Strong transmitida 
por FOX. La serie está basada en El rey Lear, de William Shakespeare, y en la obra de teatro El león en invierno, de James Goldman. La trama se centra en la compañía de música hip hop Empire Entertainment y en el drama de la familia de los fundadores de la compañía por quedarse con la misma.
La serie se estrenó el 7 de enero de 2015. El 30 de abril de 2019, la serie fue renovada para una sexta y última temporada, que se estrenó el 24 de septiembre de 2019 y finalizó el 21 de abril de 2020.

## Argumento
Lucious Lyon (Terrence Howard), un exnarcotraficante y actual magnate del hip hop y dueño de Empire Entertainment es diagnosticado con ELA. Su vida comienza a derrumbarse alrededor del descubrimiento de sus pecados del pasado, los cuales comienzan a atormentarlo. Lucious trata de encontrar un sucesor para Empire entre sus tres hijos: Andre (Trai Byers), Jamal (Jussie Smollett) y Hakeem (Bryshere Y. Gray). Pero las cosas cambian cuando su exesposa, Cookie (Taraji P. Henson), madre de sus tres hijos, es liberada de prisión.

## Elenco y personajes

### Personajes principales
- Terrence Howard como Lucious Lyon/Dwight Walker:

Un extraficante que se convirtió en un magnate del hip hop, y en el CEO y fundador de Empire Entertainment, cuya vida comienza a derrumbarse cuando es supuestamente diagnosticado con ELA.
- Taraji P. Henson como Loretha Holloway/Cookie Lyon:

La exesposa y madre de los hijos de Lucious, que estuvo en prisión 17 años por tráfico de drogas. Luego de salir de prisión, está decidida a reunir a su familia de nuevo y a reclamar su parte dentro de Empire Entertainment. En la segunda temporada, comienza su propio sello discográfico: Lyon Dynasty.
- Trai Byers como Andre Lyon:

El hijo mayor de la familia Lyon y el director financiero de Empire Entertainment. Es hambriento por el poder y sufre trastorno bipolar. Él está casado con su novia de la universidad, Rhonda (hasta que murió). 
- Jussie Smollett como Jamal Lyon:

El hijo mediano de los Lyon, un cantautor bisexual que desprecia el lado administrativo de la industria musical. Está sentimentalmente alejado de su padre homofóbico, lo que lo convierte en la oveja negra de la familia. Él es el favorito de Cookie y tiene una buena relación con su hermano menor, Hakeem.
- Bryshere Gray como Hakeem Lyon:

El menor de los hijos de la familia Lyon. Está obsesionado con la fama y es el hijo favorito de Lucious. Es una estrella del hip hop en acenso.
- Grace Gealey como Anika Calhoun:

Ella comienza como la encargada de la sección A&R de Empire Entertainment y estaba comprometida con Lucious, pero se separan. Ella y Cookie son consideradas grandes enemigas.
- Malik Yoba como Vernon Turner:

Viejo amigo y socio de Lucious en Empire Entertainment.
- Kaitlin Doubleday como Rhonda Lyon:

Es la esposa de Andre, quien lo convence de que se haga cargo de Empire Entertainment. En el final de la primera temporada se entera de que está embarazada, pero pierde al bebé tiempo después, luego de que Anika la empujara por las escaleras.
- Ta'Rhonda Jones como Porsha Taylor:

La ayudante y asistente de Cookie.
- Gabourey Sidibe como Becky Williams:

Asistente ejecutiva de Lucious en Empire Enterteinment.
- Serayah McNeill como Tiana Brown:

Artista de Empire Enterteinment que tuvo un romance con Hakeem durante un tiempo. En la segunda temporada, se traslada a Lyon Dynasty y comienza a sentir celos de la relación de Hakeem con Laura.

### Personajes secundarios
| - Shanesia Davis como la señora Calhoun, madre de Anika. - Naomi Campbell como Camila Marks, diseñadora de modas y examante de Hakeem. - Eka Darville como Ryan Morgan. - Rafael de la Fuente como Michael Sánchez, novio de Jamal. - Nealla Gordon como la agente Harlow Carter. - Jennifer Hudson como Michelle White, músico terapeuta de Andre. - Courtney Love como Elle Dallas, una estrella del pop - Derek Luke como Malcolm DeVeaux, jefe de seguridad de Empire e interés amoroso de Cookie. - Antoine McKay como Marcus "Bunkie" Williams, primo de Cookie. - Judd Nelson como Billy Baretti, propietario de Creedmoor y rival de Lucious. - Tasha Smith como Carol Holloway, hermana menor de Cookie. | - Tyra Ferrell como Roxanne Ford, fiscal en contra de Lucious. - Marisa Tomei como Mimi Whiteman, multimillonaria que hace negocios en Empire. - Azmarie Livingston como Chicken, amiga de Hakeem. - Kelly Rowland (en flashbacks) como Leah Walker, madre de Lucious. - Adam Rodríguez como Laz Delgado, nuevo interés amoroso de Cookie. |

### Personajes invitados
| - Cuba Gooding, Jr. como Dwayne "Puma" Robinson, escritor musical y viejo amigo de Lucious y Cookie. - Raven-Symoné como Olivia Lyon, la exesposa de Jamal. - Deray Davis como Jermal, primo de Cookie. - Estelle como Delphine, cantante que Jamal quiere contratar en Empire. - Mary J. Blige como Angie (en flashbacks), mujer de Lucious del pasado. - Becky G como Valentina Galindo, cantante y amorío de Hakeem. - Alicia Keys como Skyle Summers. - Chris Brown como W2 - Cristiano Ronaldo como Alda | - Gladys Knight como ella misma. - Anthony Hamilton como el mismo. - Sway Callowat como el mismo. - Snoop Dogg como el mismo. - Rita Ora como ella misma. - Juicy J como el mismo. - Patti LaBelle como ella misma. - Charles Hamilton como el mismo. - Pitbull como el mismo. - Timbaland como el mismo. - Sharon Carpenter como ella misma. - Ne-Yo como el mismo. |

## Temporadas
| Temporada | Temporada | Episodios | Episodios | Emisión original         | Emisión original    |
| Temporada | Temporada | Episodios | Episodios | Primera emisión          | Última emisión      |
| --------- | --------- | --------- | --------- | ------------------------ | ------------------- |
|           | 1         | 12        | 12        | 7 de enero de 2015       | 18 de marzo de 2015 |
|           | 2         | 18        | 18        | 23 de septiembre de 2015 | 18 de mayo de 2016  |
|           | 3         | 18        | 18        | 21 de septiembre de 2016 | 24 de mayo de 2017  |
|           | 4         | 18        | 18        | 27 de septiembre de 2017 | 23 de abril de 2018 |
|           | 5         | 18        | 18        | 26 de septiembre de 2018 | 8 de mayo de 2019   |
|           | 6         | 18        | 18        | 24 de septiembre de 2019 | 21 de abril de 2020 |

## Producción

### Desarrollo
Terrence Howard, Taraji P. Henson y Gabourey Sidibe filmaron el capítulo piloto en Chicago en marzo de 2014. El 6 de mayo de 2014 FOX anunció que Empire formaría parte de la programación de 2014-15 en la televisión, pero el 12 de mayo de 2014 la cadena anunció que la serie tendría media temporada y no una temporada completa a iniciarse en otoño en Estados Unidos. El 19 de noviembre de 2014 se anunció que el capítulo piloto de la serie se estrenaría el miércoles 7 de enero de 2015, al finalizar el inicio de la temporada número 14 de American Idol.
En marzo de 2020, la producción decidió darla por terminada debido a la pandemia de coronavirus 2019-20.

### Casting
El 19 de febrero de 2014, Howard se unió al elenco principal. A finales del mismo mes, Henson y Jussie Smollett se unieron al elenco principal. El 10 de marzo del mismo año, Sidibe se unió al elenco recurrente interpretando a Becky, la asistente de Lucious, junto a ella se unieron Trai Byers y Grace Gealey en papeles recurrentes, y Bryshere Y. Gray y Malik Yoba en roles principales. El 29 de septiembre, Naomi Campbell se unió en un rol recurrente. Courtney Love se unió al elenco el 23 de octubre.
En junio de 2015, se anunció que Adam Rodríguez se unía al elenco recurrente de la segunda temporada, interpretando a Laz Delgado, un nuevo interés amoroso de Cookie.

## Recepción
En 2016, un estudio del New York Times de los 50 programas de televisión con más Me gusta en Facebook descubrió que Empire "es el más popular en el Black Belt y en partes del país con un alto porcentaje de nativos americanos".

### Audiencia
| Temporadas | Episodios | Intervalo de tiempo (ET) | Apertura de temporada    | Apertura de temporada   | Final de temporada  | Final de temporada      | Temporada en televisión | Clasificación | Audiencia (en millones) |
| Temporadas | Episodios | Intervalo de tiempo (ET) | Fecha                    | Audiencia (en millones) | Fecha               | Audiencia (en millones) | Temporada en televisión | Clasificación | Audiencia (en millones) |
| ---------- | --------- | ------------------------ | ------------------------ | ----------------------- | ------------------- | ----------------------- | ----------------------- | ------------- | ----------------------- |
| 1          | 12        | miércoles 9:00 p. m.     | 7 de enero de 2015       | 9.90                    | 18 de marzo de 2015 | 17.62                   | 2014-15                 | #5            | 17.33                   |
| 2          | 18        | miércoles 9:00 p. m.     | 23 de septiembre de 2015 | 16.18                   | 18 de mayo de 2016  | 10.88                   | 2015–16                 | 5             | 15.73                   |
| 3          | 18        | miércoles 9:00 p. m.     | 21 de septiembre de 2016 | 10.87                   | 24 de mayo de 2017  | 6.94                    | 2016–17                 | 23            | 10.37                   |
| 4          | 18        | miércoles 8:00 p. m.     | 27 de septiembre de 2017 | 7.05                    | 23 de mayo de 2018  | 5.30                    | 2017–18                 | 52            | 7.45                    |
| 5          | 18        | miércoles 8:00 p. m.     | 26 de septiembre de 2018 | 6.09                    | 23 de mayo de 2018  | 4.09                    | 2018-19                 | 67            | 6.38                    |
| 6          | 18        | martes 9:00 p. m.        | 24 de septiembre de 2019 | 3.31                    | 21 de abril de 2021 | 2.94                    | 2019-20                 | 80            | 4.04                    |

### Críticas
| Season | Season | Critical response | Critical response |
| Season | Season | Rotten Tomatoes   | Metacritic        |
| ------ | ------ | ----------------- | ----------------- |
|        | 1      | 84% (49 reviews)  | 69 (39 reviews)   |
|        | 2      | 87% (35 reviews)  | 77 (22 reviews)   |
|        | 3      | 87% (32 reviews)  |                   |
|        | 4      | 83% (6 reviews)   |                   |
|        | 5      | 83% (6 reviews)   |                   |

Empire ha recibido críticas positivas de la prensa. Los elogios se han dirigido hacia el elenco, particularmente a Howard y Henson. En Rotten Tomatoes, la primera temporada tiene una calificación del 84%, basada en 49 revisiones, con una calificación promedio de 7.24/10. El consenso crítico del sitio dice: "Aunque está cargado de melodrama, Empire eleva el espectáculo nocturno con su elenco de primer nivel, entretenimiento musical y tramas fascinantes". En Metacritic, el programa tiene una puntuación de 72 de 100, basado en 39 críticas, que indican "revisiones generalmente favorables". [108] Para la segunda temporada, el puntaje aumentó algunos puntos más, elogiando aún más las actuaciones de Henson y Howard, el desarrollo del personaje, el desarrollo de la trama y la autoconciencia del programa por ser una telenovela. En Rotten Tomatoes, la segunda temporada tiene un 87% de "Certificado Fresco" con una calificación promedio de 7.54/10 de los críticos y un puntaje de 77 de Metacritic, lo que indica "críticas generalmente positivas".

El estreno del programa se ubicó como el mejor debut de Fox en tres años. Empire fue la primera serie de transmisión en horario estelar en al menos 23 años en aumentar su audiencia semana a semana durante sus primeros cinco episodios. El programa continuó aumentando su audiencia. Los episodios del programa también se han visto mucho en Video on Demand y otros servicios de transmisión.  Superó a The Big Bang Theory como el programa con guion mejor calificado en la temporada de televisión 2014-2015. El final de la primera temporada también fue el final de la temporada de debut mejor calificado desde mayo de 2005, cuando Grey's Anatomy terminó su primera temporada. El final de la primera temporada de Empire creció un 82 por ciento desde el estreno de su serie, lo que lo convierte en el programa que más ha crecido en el transcurso de su primera temporada desde Men in Trees durante la temporada 2006-2007.